# Cainismo
Il cainismo è un tipo di comportamento aggressivo osservato in alcuni animali, principalmente uccelli rapaci, che consiste nell'annientamento diretto del fratello o fratelli minori da parte del più grande e forte, che può in tal modo ottenere tutto il cibo e le cure dei suoi genitori. In alcune specie, come l'aquila reale (Aquila chrysaetos), i genitori non intervengono quando vedono questo comportamento, mentre in altri animali le azioni aggressive vengono condotte quando il genitore si è assentato dal nido. Questo comportamento prende, ovviamente, il nome da Caino, il personaggio biblico che uccise suo fratello Abele per gelosia.
Nei cuculi si presenta un comportamento similare, anche se in questo caso il pullo assassino non è il maggiore (nonostante sia il più grande) e uccide i suoi fratelli "adottivi". Le femmine di Cuculo non costruiscono il nido, poiché hanno l'abitudine di deporre un uovo nei nidi di altre specie di uccelli. Il piccolo del Cuculo schiude per primo, e, appena possiede la forza e la motilità sufficienti, fa rotolare le altre uova fuori del nido. In seguito, quindi, i genitori che hanno costruito il nido allevano senza saperlo l'usurpatore assassino dei loro veri figli.
Altro comportamento fratricida è il cannibalismo intrauterino praticato da alcuni squali ovovivipari: i piccoli più forti divorano le uova ancora non schiuse e i loro fratelli più deboli prima di lasciare il corpo della loro madre.